# Gilbert Hamilton (1837–1914)

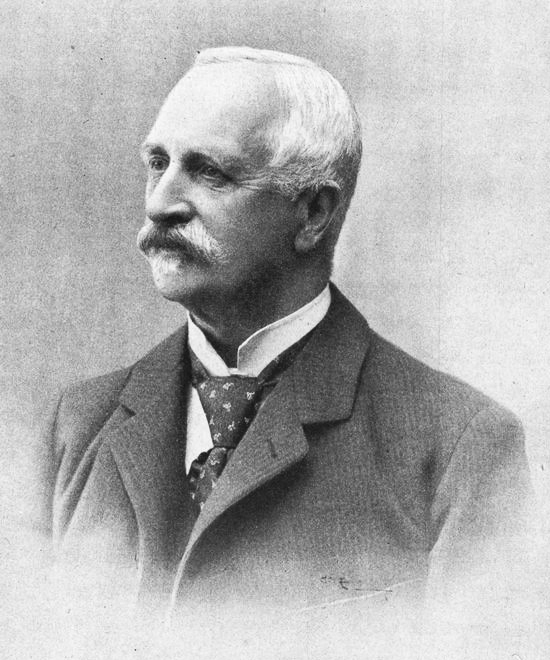
Gilbert Hamilton. Foto i Hvar 8 Dag 1907.

Wathier Gilbert Hamilton, född 26 september 1837 i Österplana församling, död 20 april 1914 i Medelplana församling, Västergötland, var en svensk greve, militär, godsägare och riksdagspolitiker. Han var far till Gilbert och Wathier Hamilton.

## Biografi
Gilbert Hamilton var ägare till godsen Hjälmsäter, Bossgården och Blomberg i Skaraborgs län. Som riksdagsman var han ledamot av första kammaren 1878-1887, invald i Skaraborgs läns valkrets.